# ゲイリー・ギルバート
ゲイリー・ギルバート（Gary Gilbert）はアメリカ合衆国の映画プロデューサーで、カリフォルニア州ロサンゼルスに本拠を置くギルバート・フィルムズの設立者である。

## 経歴
ギルバートはユダヤ人家庭で育った 。彼はミシガン大学のロス・スクール・オブ・ビジネスで経営学の学位を取得した。
ギルバートは2004年にザック・ブラフとナタリー・ポートマンが主演した『終わりで始まりの4日間』の資金をプロデューサーとして調達した。2005年にギルバートはブラフと共にインディペンデント・スピリット賞の新人作品賞を受賞した。2005年、ギルバートは『マーガレット』のプロデューサーに就き、2011年まで製作に携わった。2010年には『キッズ・オールライト』の製作に携わった。本作はサンダンス映画祭 でのプレミア後 フォーカス・フィーチャーズ (ユニバーサル・スタジオ)によって配給された。

## フィルモグラフィ
- 『終わりで始まりの4日間』 (2004)
- 『キッズ・オールライト』 (2010)
- 『マーガレット』 (2011)
- 『ラ・ラ・ランド』 (2016)
- 『マイ・ビューティフル・デイズ』 Miss Stevens (2016)